# Kasteel van Harzé

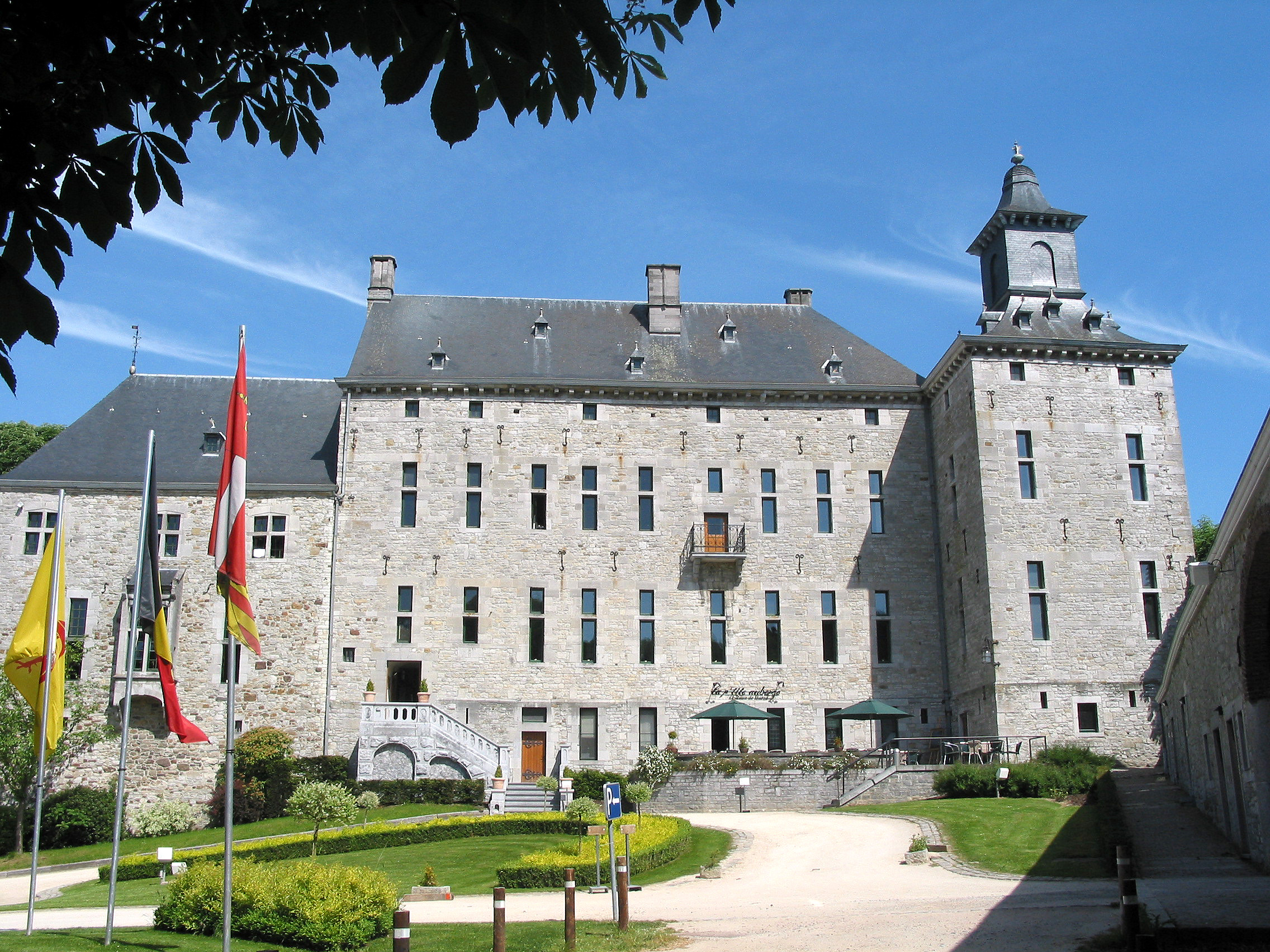
Kasteel van Harzé

Het Kasteel van Harzé is een kasteel in Maaslandse renaissancestijl gelegen in Harzé in de provincie Luik. 
Het gebouw is L-vormig. Opmerkelijk zijn de renaissancegalerij met veertien arcades aan het binnenplein en de met goudleer beklede Gravenzaal.
De gevel is gerestaureerd tussen 1909 en 1924 onder leiding van architect Camille Bourgault. 
Tijdens het Ardennenoffensief installeerde de Amerikaanse generaal Matthew Ridgway zijn staf in het kasteel. Hij ontving er op 24 december 1944 Bernard Montgomery en Dwight Eisenhower.
Sinds 1973 is het kasteel eigendom van de provincie Luik. In de bijgebouwen kwam een Bakkerij- en maalderijmuseum (Musée de la Meunerie et de la Boulangerie).